# Episodi di Batman Unlimited (seconda stagione)
La seconda e ultima stagione della serie animata Batman Unlimited è andata in onda negli Stati Uniti dal 6 giugno 2016.
| N° | Titolo originale           | Titolo italiano | Prima TV USA   |
| -- | -------------------------- | --------------- | -------------- |
| 23 | Break the Bank             |                 | 6 giugno 2016  |
| 24 | The Harder They Fall       |                 | 13 giugno 2016 |
| 25 | Beat the Heat              |                 | 20 giugno 2016 |
| 26 | System Failure!            |                 | 27 giugno 2016 |
| 27 | Some Assembly Required     |                 | 4 luglio 2016  |
| 28 | Night Games, With a Chaser |                 | 11 luglio 2016 |
| 29 | The Accidental Apprentice  |                 | 18 luglio 2016 |
| 30 | Two if By Sea              |                 | 25 luglio 2016 |
| 31 | Croc Rocks the Museum      |                 | 1º agosto 2016 |
| 32 | Stone Cold Menace          |                 | 8 agosto 2016  |
| 33 | Breakout or Bust           |                 | 15 agosto 2016 |